# Ла-Банья
Ла-Банья (ісп. La Baña, гал. A Baña) — муніципалітет в Іспанії, у складі автономної спільноти Галісія, у провінції Ла-Корунья. Населення — 4415 осіб (2009).
Муніципалітет розташований на відстані близько 508 км на північний захід від Мадрида, 54 км на південний захід від Ла-Коруньї.
Муніципалітет складається з таких паррокій: А-Банья, Баркала, О-Барро, Кабанас, Корнейра, А-Ерміда, Фіопанс, Ланьяс, Марсельє, Ордоесте, А-Ріба, Сан-Сібран-де-Баркала, Санамеде-до-Монте, Суевос, Тройтосенде.

## Географія
Через муніципалітет протікає річка Тамбре.

## Демографія
Динаміка населення (INE ):

## Галерея зображень

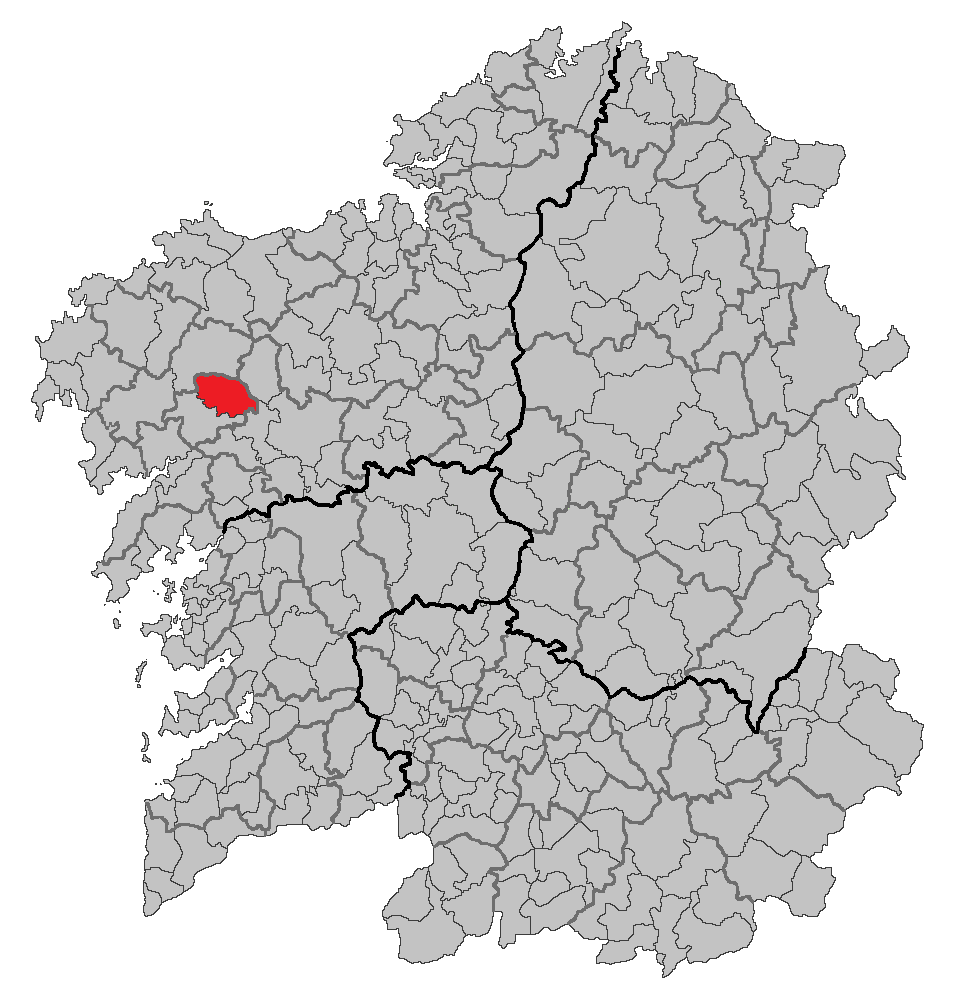
Розташування муніципалітету
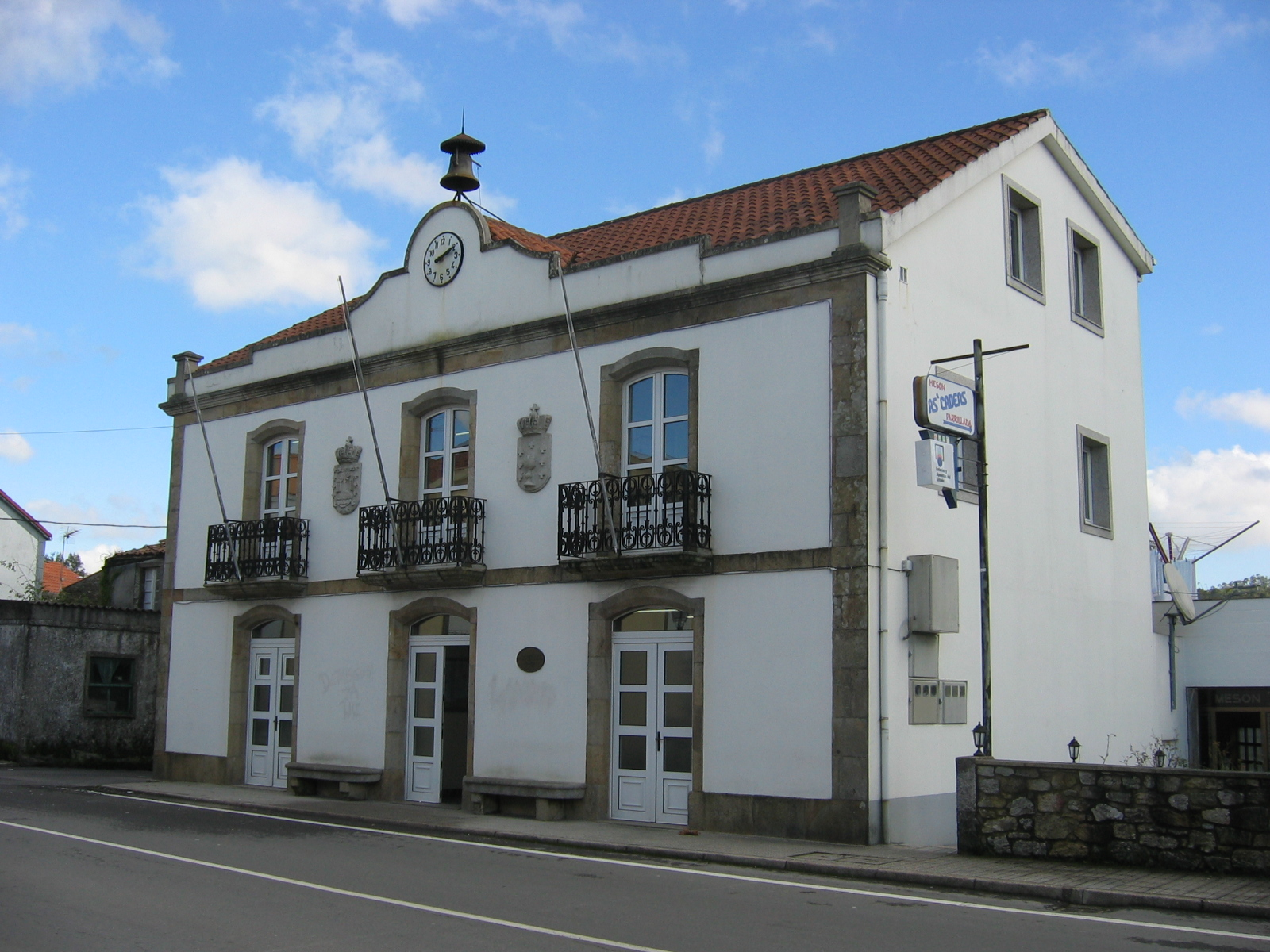
Будинок муніципальної ради